# Shin Eun-soo
Shin Eun-soo (* 23. Oktober 2002 in Seoul) ist eine südkoreanische Schauspielerin.

## Leben
Shin hatte ihre erste Rolle in dem Film Vanishing Time: A Boy Who Returned, der im November 2016 veröffentlicht wurde. Sie erhielt positive Kritiken für ihre Leistung in einer großen Rolle als Nachwuchsdarstellerin.
Kurz darauf spielte sie in der Fernsehserie Legend of the Blue Sea die jüngere Version von Jun Ji-hyuns Figur und die Tochter von Bae Doona und Kim Joo-hyuck in Shunji Iwais Kurzfilm Chang-ok’s Letter.

## Filmografie

### Filme
- 2016: Vanishing Time: A Boy Who Returned (가려진 시간)
- 2017: Jang-ok-ui Pyeonji (장옥의 편지)
- 2017: Sonagi (소나기, Animationsfilm, Stimme)
- 2018: Illang: The Wolf Brigade (인랑)
- 2025: Love Untangled (고백의 역사)

### Fernsehserien
- 2016: Legend of the Blue Sea (푸른 바다의 전설)
- 2017: School of Magic (마술학교)
- 2018: Drama Stage – Anthology (가)
- 2018: Bad Papa (배드파파)
- 2020: SF8
- 2020: Do Do Sol Sol La La Sol (도도솔솔라라솔)
- 2022: Bloody Heart (붉은 단심)
- 2022: A Model Family (모범가족)
- 2022: Summer Strike – Der eine Sommer (아무것도 하고 싶지 않아)
- 2024: Light Shop (조명가게)